# 평창중학교
평창중학교(平昌中學校)는 대한민국 강원특별자치도 평창군 평창읍 중리에 있는 공립 중학교이다.

## 학교 연혁
- 1945년 4월 6일 : 평창여자실천학교 인가
- 1946년 8월 20일 : 평창중학교 승격인가(9학급)
- 1949년 10월 15일 : 평창농업중학교로 인가
- 1952년 3월 28일 : 제1회 졸업식 거행
- 1986년 3월 1일 : 평창중-여중 통폐합
- 2025년 1월 6일 : 제74회 졸업식(65명 졸업, 총 10,384명)
- 2025년 3월 1일 : 제34대 문정윤 교장 취임
- 2025년 3월 4일 : 2025학년도 신입생 62명 입학

## 참고 자료
- 평창중학교 - 한국교육학술정보원 학교알리미